# Riesenasseln

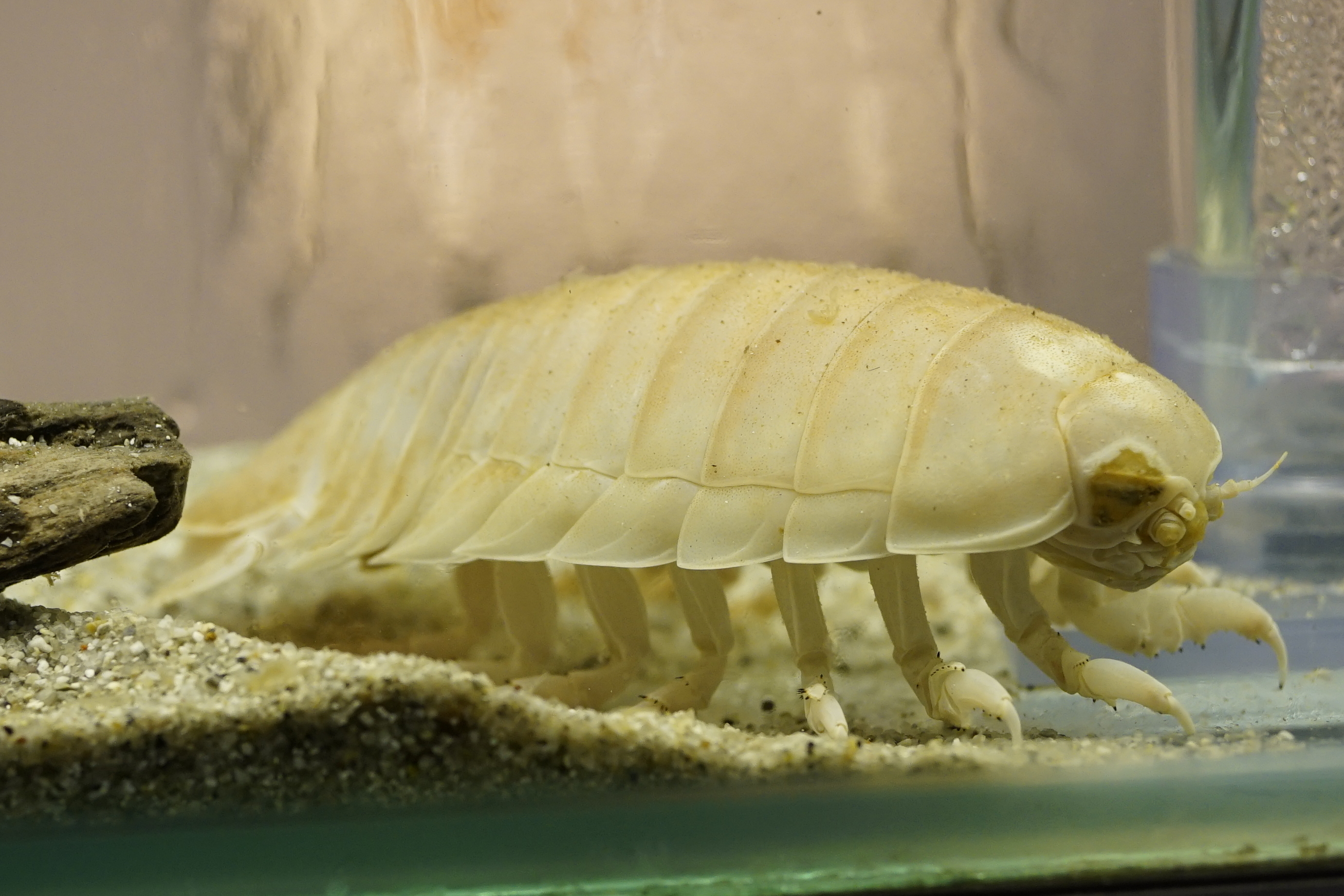
Präpariertes Exemplar von Bathynomus richeri.

Die Riesenasseln (Bathynomus) sind eine Gattung innerhalb der Ordnung der Asseln. Angenommen wird, dass sie in großer Zahl auf dem Meeresboden des Atlantischen und Pazifischen Ozeans vorkommen.
Der französische Zoologe Alphonse Milne-Edwards beschrieb diese Tiere 1879 zum ersten Mal, nachdem er ein männliches Jungtier von B. giganteus aus dem Golf von Mexiko gefischt hatte. Zu dieser Zeit war die Entdeckung eine Sensation, denn erst kurz zuvor hatte Charles Wyville Thomson die allgemeine Annahme, dass es in den Tiefen der Weltmeere kein Leben gebe, durch seine Arbeit ins Wanken gebracht. Das erste weibliche Exemplar konnte erst 1891 gefangen werden.

## Beschreibung
Mit einer Länge von bis zu 50 cm und einem Gewicht von bis über 2,6 kg sind Riesenasseln ein gutes Beispiel für Tiefseegigantismus, denn die meisten ihrer Verwandten rangieren zwischen einem und fünf Zentimetern Länge. Trotzdem ähnelt ihre Morphologie der der Landasseln: Ihre Körper sind dorso-ventral komprimiert und von einem kalkhaltigen, aus schuppenförmigen Segmenten bestehenden Exoskelett geschützt. Das erste dieser Segmente ist mit dem Kopf verwachsen, oftmals sind auch die letzten Segmente miteinander verwachsen und formen so einen „Schwanzpanzer“ über dem verkürzten Abdomen (Pleon).
Bei Bewohnern von Höhlen und der Tiefsee sind die Augen normalerweise reduziert oder ganz verschwunden und die betreffenden Arten verlassen sich auf andere Sinne. Riesenasseln haben dagegen enorm vergrößerte Augen, um trotz der schwachen Beleuchtung ausreichend sehen zu können. Sie bestehen je nach Größe des Tieres aus 3.000–4.000 Facetten. Die Augen sind sehr lichtempfindlich und werden, wenn normales Tageslicht auf sie trifft, dauerhaft schwer geschädigt.
Die Riesenasseln besitzen zwei Antennenpaare. Die erste Antenne ist sehr kurz und hat im Gegensatz zu den meisten anderen Asseln eine kurze Nebengeißel. Die Brustlaufbeine sind in sieben Paaren angeordnet. Hinzu kommt ein Paar Maxillipeden, also Laufbeine, die durch die Evolution zu Mundwerkzeugen umgewandelt sind. Das Abdomen besteht aus fünf Segmenten, jedes ausgestattet mit einem Paar zu flachen Platten umgebildeten Blattbeinen (Pleopoden), die zum Schwimmen und als Kiemen dienen. Außerdem haben sie zusätzliche Büschelkiemen am ersten und zweiten Pleopoden.
Die Asseln sind blasslila gefärbt.

## Lebensweise und Futtersuche
Riesenasseln sind Nahrungssammler im Tiefseebenthos. Sie kommen von der sublitoralen bis zur bathypelagialen Zone in Tiefen ab 150 m bis über 2.000 m vor und sind Einzelgänger. Sie bevorzugen schlammige und tonhaltige Böden. Obwohl sie Allesfresser sind, ernähren sie sich hauptsächlich von toten Walen, Fischen und Kraken. Womöglich jagen sie aber auch langsame Vertreter der Stachelhäuter wie Seewalzen sowie Schwämme, Strahlentierchen, Fadenwürmer und vielleicht sogar Fische. Beobachtet wurde, dass sie den Fang in Grundschleppnetzen angreifen. Aufgrund der schwankenden Nahrungsverhältnisse am Tiefseeboden sind Riesenasseln gut an lang andauernden Nahrungsmangel angepasst, in Aquarien haben sie bis zu 1869 Tage (rund 5 Jahre, 1 Monat und 2 Wochen) ohne Futter überlebt. Treffen sie auf ein reiches Nahrungsangebot, fressen sie so viel, dass sie sich kaum noch bewegen können.

## Fortpflanzung
Studien der jahreszeitlichen Menge an Riesenasseln lassen eine höhere Fortpflanzungskapazität in den Frühlings- und Wintermonaten vermuten. Dies liegt wahrscheinlich im Nahrungsmangel während des Sommers begründet. Sexuell aktive erwachsene Weibchen bilden einen Brutbeutel (Marsupium), indem sie die Brutplatten ihrer Schwimmbeine überlappen. Die befruchteten Eier, die größten unter den wirbellosen Meerestieren, bleiben für unbekannte Zeit in diesem Brutbeutel. Wenn das Weibchen zu viel frisst, läuft es Gefahr, durch den Anstieg seines Körperumfangs die Brut zu verlieren.
Die jungen Asseln verlassen den Schutz des Brutbeutels als fast voll entwickelte Miniaturversionen der Erwachsenen, auch manca genannt. Ihnen fehlt lediglich das letzte Paar Schwimmbeine.

## Arten

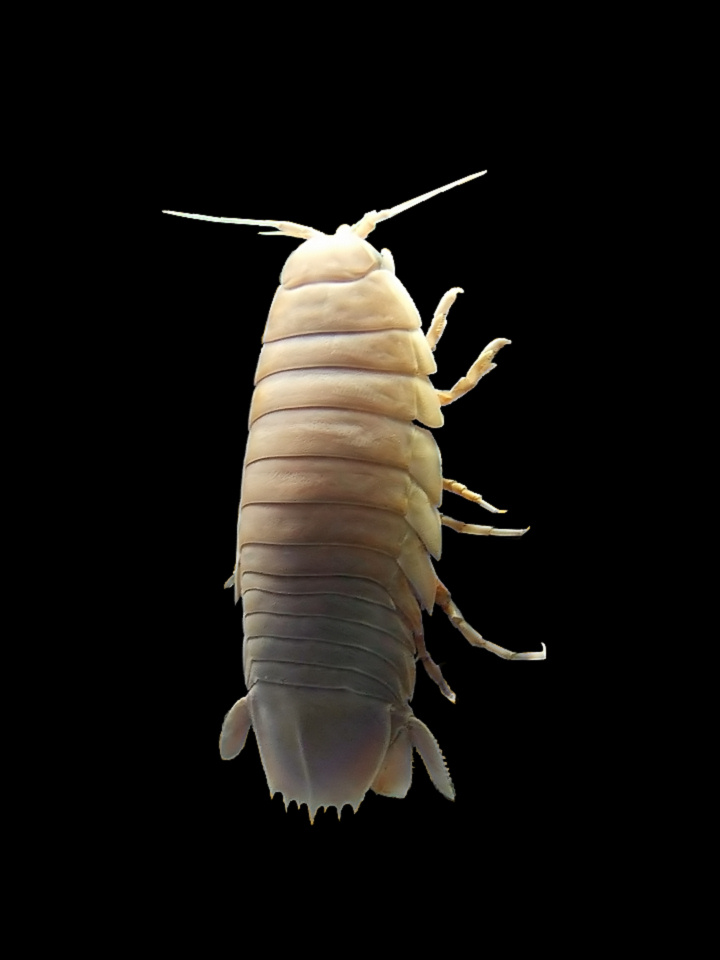
Bathynomus doederleini

Das World Register of Marine Species, genauer: die World Marine, Freshwater and Terrestrial Isopod Crustaceans database, verzeichnete mit Bearbeitungsstand September 2023 insgesamt 20 lebende Riesenassel-Arten sowie ein nomen dubium:
| - Bathynomus affinis - Bathynomus brucei - Bathynomus bruscai - Bathynomus crosnieri - Bathynomus decemspinosus - Bathynomus doederleini - Bathynomus giganteus - Bathynomus immanis - Bathynomus jamesi - Bathynomus kapala - Bathynomus keablei | - Bathynomus kensleyi - Bathynomus lowryi - Bathynomus maxeyorum - Bathynomus miyarei - Bathynomus obtusus - Bathynomus pelor - Bathynomus propinquus (nomen dubium) - Bathynomus raksasa - Bathynomus richeri - Bathynomus yucatanensis |

Nach 2023 wurden Erstbeschreibungen für folgende Riesenassel-Arten publiziert:
| - Bathynomus vaderi |

Es existieren Funde von weiteren, noch nicht wissenschaftlich beschriebenen Arten.
Besonders große Riesenassel-Arten, die erst jenseits einer Körperlänge von 15 cm die Geschlechtsreife erlangen und je nach Art bis zu 50 cm Körperlänge und über 2,5 kg Körpergewicht erreichen können, werden in wissenschaftlichen Veröffentlichungen als sogenannte Überriesen (engl.: supergiants) kategorisiert. Darunter fallen mit Stand von Anfang 2025 insgesamt 12 Arten (Auflistung unvollständig): B. crosnieri, B. giganteus, B. jamesi, B. keablei, B. kensleyi, B. lowryi, B. miyarei, B. raksasa, B. richeri und B. vaderi.

## Riesenasseln in Literatur und Medien
- Der Roman Meteor (2003) des US-amerikanischen Autors Dan Brown thematisiert den Fund von Fossilien einer Bathynomus-Art auf einem angeblichen Meteor.
- Im Januar 2018 wurden Riesenasseln als Meme über die Seite reddit unter dem englischen Namen „Isopod“ verbreitet.[8]
- Ein Ramen-Restaurant in Taipei gelangte 2023 zu medialer Aufmerksamkeit, weil es Riesenasseln zum Verzehr anbot.[9]